# Льюк-и-Гарриха, Хоакин
Хоакин Льюк-и-Гарриха (исп. Joaquín Lluch y Garriga; 22 февраля 1816, Манреса, Испания — 23 сентября 1882, Умбрете, Испания) — испанский кардинал, кармелит. Епископ Канарских островов с 22 сентября 1858 по 13 марта 1868. Епископ Саламанки с 13 марта 1868 по 16 января 1874. Епископ Барселоны с 16 января 1874 по 22 июня 1877. Архиепископ Севильи с 22 июня 1877 по 23 сентября 1882. Кардинал-священник с 27 марта 1882.